# Predrag Stojaković
Predrag Stojaković, né le 9 juin 1977 à Požega en Yougoslavie (désormais Croatie), est un joueur serbe de basket-ball, ayant également un passeport grec. Il a notamment joué en NBA avec les Kings de Sacramento et les Hornets de La Nouvelle-Orléans. Stojaković est considéré comme l'un des joueurs les plus adroits au tir extérieur de la ligue nord-américaine.

## Biographie
Stojaković est sélectionné en 14e position par les Kings de Sacramento lors de la draft 1996 de la NBA.
Stojaković est considéré comme l'un des joueurs les plus adroits au tir extérieur de la ligue nord-américaine. Il a remporté notamment deux fois le concours de trois points du NBA All-Star Game (en 2002 et 2003).
Le 6 novembre 2007, il réussit un 10 sur 13 à trois points (36 points à la fin) lors de la victoire des Hornets face aux Lakers de Los Angeles (118-104).
Toujours sous le maillot des Hornets de la Nouvelle Orléans, il devient le premier joueur dans l'histoire de la NBA à marquer les 20 premiers points de son équipe lors d'un match face aux Bobcats de Charlotte.
En 2010, il est transféré aux Raptors de Toronto, puis échangé l'année suivante avec les Mavericks de Dallas où il remporte son premier titre de champion en NBA au bout de 16 ans de carrière. Le 19 décembre 2011, il annonce sa retraite sportive à la suite de problèmes de dos récurrents.

## Carrière
- 1995 - 1998 :  PAOK Salonique (ESAKE).
- 1998 - 2006 :  Kings de Sacramento (NBA).
- Janvier 2006 - juillet 2006 :  Pacers de l'Indiana (NBA).
- Juillet 2006 - novembre 2010 :  Hornets de la Nouvelle-Orléans (NBA).
- Novembre 2010 - janvier 2011 :  Raptors de Toronto (NBA).
- Janvier 2011 - juin 2011 :  Mavericks de Dallas (NBA).

## Palmarès

### En franchise
- Champion NBA avec les Mavericks de Dallas en 2011.
- Champion de la Conférence Ouest en 2011 avec les Mavericks de Dallas.
- Champion de la Division Pacifique en 2002 et 2003 avec les Kings de Sacramento.

### Sélection nationale

#### Championnat du monde
- Championnat du monde 2002 à Indianapolis, États-Unis.
  -  Médaille d'or.

#### Championnat d'Europe de basket-ball
- Championnat d'Europe 2001 en Turquie.
  -  Médaille d'or.
- Championnat d'Europe 1999 en France.
  -  Médaille de bronze.

### Distinctions personnelles
- MVP du Championnat d'Europe de basket-ball 2001 avec la Yougoslavie.
- Trois sélections NBA All-Star Game en 2002, 2003 et 2004.
- Reçoit le Euroscar Award en 2001, trophée décerné par le quotidien sportif italien La Gazzetta dello Sport[2].
- Mr. Europa en 2001 et 2002.
- Vainqueur à deux reprises du Three-Point Shootout (concours de tirs à trois points) du NBA All-Star Week-end en 2002 et 2003.